# Ribeirão Branco
Ribeirão Branco este un oraș în São Paulo (SP), Brazilia.